# Synoniemen.net
Synoniemen.net is een Nederlandstalige website voor het opzoeken van synoniemen en woordassociaties.

## Beschrijving

### Oprichting
De website, die ontstaan is uit de eigen behoefte van oprichter Arjen van Kol, werd op 23 augustus 2006 opgestart. Tegenwoordig is synoniemen.net een van de meest bezochte websites op haar terrein. Naast synoniemen en woordassociaties bevat de website ook een vertaalservice in samenwerking met het Franse Memodata.

### Werking
Na het invoeren van een woord in het invoerveld levert de website alle (gekende) beschikbare synoniemen van dat woord. In een grafische weergave kunnen daarnaast ook alle woordverbanden van het gezochte woord getoond worden. Synoniemen.net levert ook directe links naar de aangetroffen woorden in gezaghebbende online woordendatabanken, zoals het WNT, etymologiebank.nl, citaten.net en rijmwoorden.nl.

### Inhoud
De gehanteerde spelling van de Synoniemen.net is die van het Groene Boekje van 2005. Het lexicon bevat 36.345 woorden, waarvan 13.546 trefwoorden, en omvat ook een antoniemenlijst met 4.179 antoniemenparen.